# 수비 코포넨
수비 코포넨(Suvi Koponen, 1988년 3월 26일 ~ )은 핀란드의 모델이다. 미국의 모델, 배우인 타일러 릭스(Tyler Riggs)와 결혼하였다.